# Jan Cornelisz Vermeyen

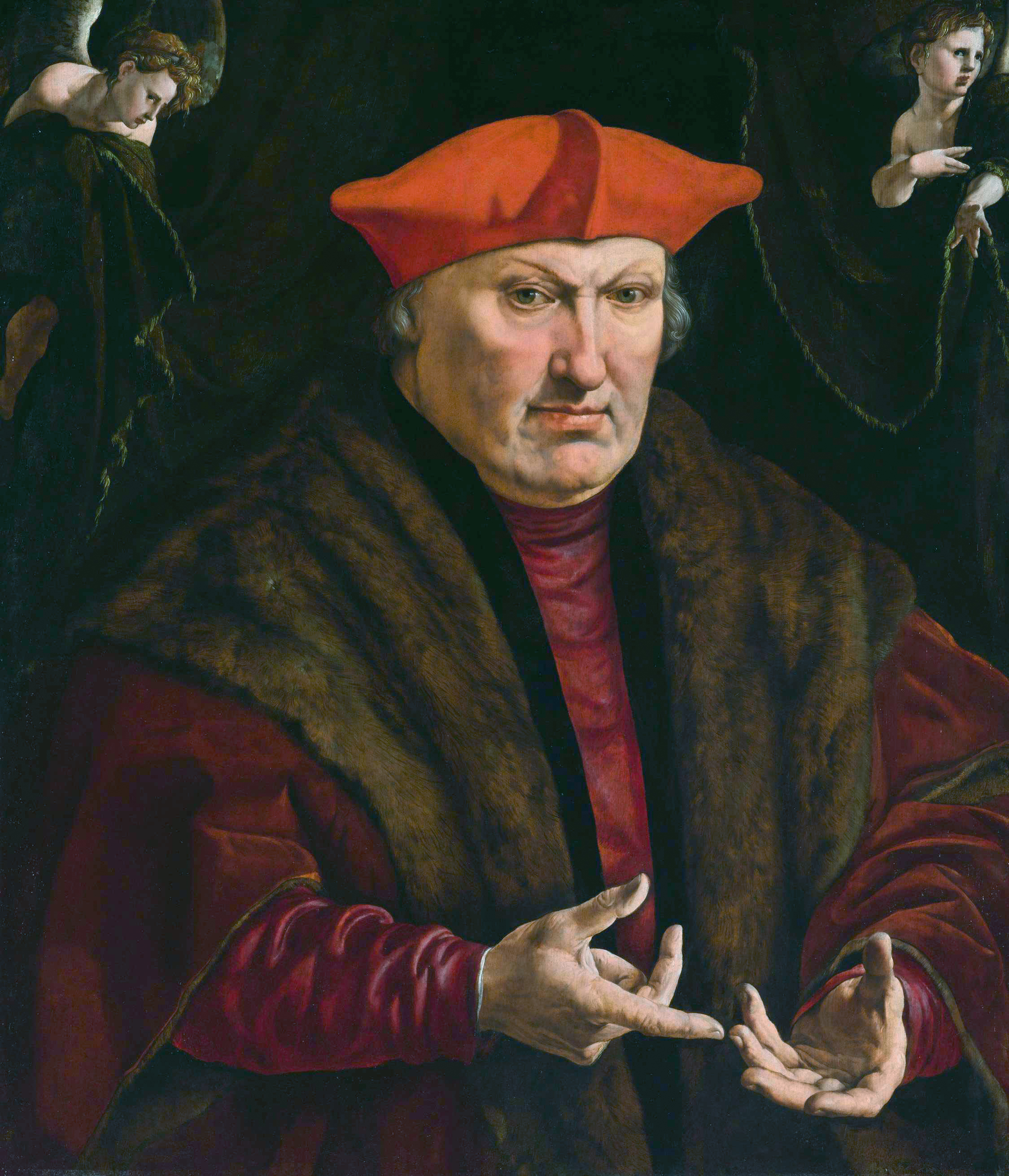
Porträt von Erard de La Marck

Jan Cornelisz Vermeyen (* um 1500 in Beverwijk; † 1559 in Brüssel) war ein niederländischer Maler, Radierer, Zeichner und Tapetendesigner. Er war in Flandern und Spanien aktiv.
Jan Cornelisz Vermeyen war vermutlich ein Schüler von Jan Gossaert. Um 1525 wurde er Hofmaler bei Margarete von Österreich. Er trat in die Dienste Kaiser Karls V. ein und begleitete ihn auf seinem Tunisfeldzug 1535. In Wien befinden sich seine zwölf großen Darstellungen, die den erwähnten Zug in Wasserfarben schildern, und nach denen ebenso viele Teppiche (jetzt in Madrid und in Schloss Schönbrunn bei Wien) gewirkt wurden. Andere Schlachtenbilder befinden sich im Palast Mansi zu Lucca (Schlacht bei Pavia, Einnahme Roms, Belagerung von Tunis) und im Schloss zu Coburg. Doch ist die Mehrzahl seiner Kirchen-, Schlachten- und Städtebilder zugrunde gegangen. Vermeyen starb 1559 in Brüssel. Die Spanier nannten ihn wegen seines langen Bartes Juan de Mayo el Barbudo oder Barbalonga.